# 武进市中医院
武进市中医院，是中国江苏省的一所医院，为二级甲等医院，位于武进市湖塘镇人民西路44号。

## 规模
武进市中医院总床位200张，日门诊量712人次。